# Universidad Estatal Tarleton
La Universidad Estatal Tarleton (Tarleton State University en inglés) es una universidad pública de Investigación ubicada en Stephenville (Texas), Estados Unidos de América. 

## Historia
Se fundó en 1896 como John Tarleton College gracias a una dotación financiera aportada por el colono John Tarleton en su testamento. En 1903 se integró en el Sistema Universitario Texas A&M y cambió de nombre a John Tarleton Agricultural College, y en 1949 de nuevo a Tarleton State College, hasta que en 1973 adoptó su denominación actual.

## Deportes
Sus equipos deportivos, los Tarleton State Texans, compiten en la Western Athletic Conference de la División I de la NCAA.